# Heidi Heidelberg
Heidi Heidelberg ist eine britische Musikerin (Gesang, Gitarre, Elektronik, Komposition).

## Leben und Wirken
Heidelberg, die in London aufwuchs, begann mit fünf Jahren, eigene Lieder zu komponieren und zu singen. Weitgehend war sie Autodidaktin, trat früh professionell auf, von Vorbildern wie Cathy Berberian, Dimi Mint Abba, Noura Mint Seymali, Kamilya Jubran, Barbara Hannigan und John Cage beeinflusst.
Heidelbergs Hauptprojekt ist das Duo Witch ’n’ Monk, das sie seit 2014 gemeinsam mit dem Flötisten Mauricio Velasierra entwickelte. 2020 veröffentlichte das Label Tzadik dessen gleichnamiges Album, das den Vierteljahres-Preis der deutschen Schallplattenkritik in der Kategorie Crossover erhielt: „Aus Scat-Gesang und Overdub-Rezitationen, Streicherakzenten und Beat-Box-Rhythmen, wolkig aufblühenden oder dissonant abgeschrägten Akkorden“ entstand ein akustisches Road Movie, das „Punk mit Free Jazz und Strawinsky mit lateinamerikanischer Folklore verbindet.“ Das Duo erweiterten sie teilweise um Musiker wie Seb Rochford, Stéphane Galland, Nicolas Stocker, Jim Black, Oene van Geel oder das Ensemble LUX:NM, aber auch um bildende Künstler und Geruchskünstler. Sie traten in der Staatsoper Stuttgart, im Theater Freiburg und bei diversen Festivals wie dem Jazzfest Berlin auf und schufen zudem Musik für den Oscar-nominierten Film El abrazo de la serpiente. Mit Velasierra, Chris Cutler, Annie Whitehead, Karen Mantler und John Greaves wirkten sie in dem Robert-Wyatt-Programm Wyattando mit.
2018 konzertierte Heidelberg in „Twists of HC Andersen“ von Philipp Rüttgers beim North Sea Jazz Festival. Sie sang als Sopran in verschiedenen Inszenierungen in der Staatsoper Stuttgart, wie „Glaube, Liebe, Hoffnung“ von Marco Štorman, dirigiert von André de Ridder. 2023/24 spielte sie Gitarre und sang in der Produktion Forecast von Ari Benjamin Meyers. Daneben bildete Heidelberg, die inzwischen in Berlin wohnt, das Trio HaïKaï mit den Vokalistinnen Jessica Martin Maresco und Leïla Martial.